# هارولد بارلو
هارولد بارلو (بالإنجليزية: Harold Barlow)‏ (و. 1899 – 1989 م) هو مهندس من المملكة المتحدة. كان عضوًا في الجمعية الملكية.
توفي عن عمر يناهز 90 عاماً.

## التعليم
تعلم في كلية لندن الجامعية.

## مناصب وهيئات
أدار كلية لندن الجامعية.

## جوائز
حصل على جوائز منها:
- وسام فاراداي  [لغات أخرى]‏ (1967)
- قلادة ملكية
- زميل في الجمعية الملكية.